# Sari Maeda
Pour les articles homonymes, voir Maeda.
Sari Maeda (前田 沙理, Maeda Sari), née Sari Furuya (古谷 沙理, Furuya Sari) le 25 mai 1990 à Kutchan, est une biathlète japonaise. 

## Biographie
Sari Maeda prend part aux compétitions internationales depuis la saison 2015-2016. En fin d'année 2016, elle court sa première manche de Coupe du monde à Östersund, où elle score des points sur l'individuel (34e). Elle participe aux Jeux olympiques de 2018, où elle est 49e du sprint, 54e de la poursuite, 85e de l'individuel et 17e du relais. Aux Championnats du monde 2019, elle obtient sa meilleure performance dans l'élite avec une quatorzième position au sprint.

## Palmarès

### Jeux olympiques d'hiver
| Épreuve / Édition | Pyeongchang 2018 | Pékin 2022 |
| Individuel        | 85e              | 74e        |
| Sprint            | 49e              | 67e        |
| Poursuite         | 54e              | —          |
| Départ groupé     | —                | —          |
| Relais            | 17e              | 17e        |
| Relais mixte      | —                | 18e        |

Légende :
- : pas d'épreuve
- — : Non disputée par Sari Maeda

### Championnats du monde
| Mondiaux \ Épreuve | Individuel | Sprint | Poursuite | Départ en masse | Relais | Relais mixte | Relais mixte simple              |
| 2016 Holmenkollen  | —          | —      | —         | —               | 19e    | —            | Épreuve inexistante à cette date |
| 2017 Hochfilzen    | 68e        | 59e    | 58e       | —               | 20e    | 15e          | Épreuve inexistante à cette date |
| 2019 Östersund     | 84e        | 14e    | 30e       | —               | 19e    | 15e          | —                                |
| 2020 Antholz       | 56e        | 55e    | 52e       | —               | 21e    | 20e          | —                                |
| 2021 Pokljuka      | 47e        | 70e    | —         | —               | 15e    | 20e          | —                                |

Légende :

— : Sari Maeda n'a pas participé à cette épreuve.

### Coupe du monde
- Meilleur classement général : 64e en 2019.
- Meilleur résultat individuel : 14e.

#### Détail des classements
| Saison    | Classement général | Classement de l'individuel | Classement du sprint | Classement de la poursuite | Classement de la mass start |
| 2016-2017 | 96e                | 64e                        | nc                   | nc                         |                             |
| 2017-2018 | 69e                | nc                         | 62e                  | 67e                        |                             |
| 2018-2019 | 64e                | nc                         | 48e                  | 70e                        |                             |
| 2019-2020 | nc                 | nc                         | nc                   | nc                         |                             |
| 2020-2021 | 93e                | nc                         | 89e                  | nc                         |                             |
| 2021-2022 | 82e                | nc                         | 86e                  | 58e                        |                             |